# Kirke Stillinge
Kirke Stillinge – miasto w Danii, w regionie Zelandia, w gminie Slagelse.